# Јасон
Јасон (грч. Ιάσων, лат. Iason, изведено од речи iasthai у значењу „лечити“) је у грчкој митологији био вођа похода Аргонаута у Колхиду, јолског краља Есона и његове жене Етеоклимене. Био је син Есона, законитог краља Јолкоса. Он је био ожењен чаробницом Медејом, унуком бога сунца Хелиоса. Он је такође био праунук бога гласника Хермеса, по мајчиној страни.
Јасон се појавио у различитим књижевним делима у класичном свету Грчке и Рима, укључујући епску песму Аргонаутика и трагедију Медеја. У савременом свету, Јасон се појавио као лик у различитим адаптацијама својих митова, попут филма Јасон и Аргонаути из 1963. и истоимене ТВ мини серије из 2000. године.

## Прогон од стране Пелије
Пелије (Есонов полубрат) је био гладан власти и настојао је да завлада целом Тесалијом. Пелија је био потомак заједнице између њихове заједничке мајке Тиро („високорођена Тиро“), Салмонејеве ћерке и бога мора Посејдона. У огорченој свађи, збацио је Есона (законитог краља), убивши све Есонове потомке које је могао. Поштедео је свог полубрата из непознатих разлога.
Есонова супруга Алкимеда I имала је новорођеног сина по имену Јасон, којег је спасила од Пелије тако што су се слушкиње окупиле око бебе и плакале као да је мртворођено. У страху да ће Пелија на крају приметити и убити њеног сина, Алкимеда га је послала да га одгаја кентаур Хирон. Тврдила је да је све време имала аферу са њим. Пелије, плашећи се да би његово насилно стечено краљевство могло бити оспорено, консултовао се са пророчиштем, које га је упозорило да се чува човека који носи само једну сандале.
Много година касније, Пелије је одржавао игре у част Посејдона када је одрастао Јасон стигао у Јолкус, изгубивши једну од својих сандала у реци Анаурос („зимски Анаурос“) док је помагао старици (у ствари прерушеној богињи Хери) да пређе. Она га је благословила, јер је знала шта је Пелије планирао. Када је Јасон ушао у Јолкус (данашњи град Волос), био је најављен као човек који носи само једну сандале. Јасон је, свестан да је он прави краљ, обавестио Пелија. Пелија је одговорио: „Да бисте заузели мој престо, што ћете учинити, морате кренути у потрагу да пронађете Златно руно. Јасон је спремно прихватио овај услов.

## Митологија

### Пре похода
Пелија, Тирин и Посејдонов син, био је човек жељан моћи и на све начине је покушао да стекне превласт над целом Тесалијом. На путу му је стајао његов полубрат Есон, па га је збацио са престола, убивши све његове потомке до којих је успео да допре. Алкимеда, Есонова жена, у то време је имала новорођеног сина Јасона, којег Пелија није пронашао, јер га је сакрила послуживши се лукавством. Наиме, жене су је окружиле и правиле се да се тек порађа. Након неког времена послала је Јасона кентауру Хирону на подучавање јер се бојала да би га у домовини Пелија убио. Обазриви Пелија се, како би одржао престо, посаветовао са пророчицом и она му је прорекла да треба да се чува човека који ће се појавити и имати само једну сандалу. То је био Јасон, који се заиста тако појавио, неколико година касније, на играма које је Пелија приредио у Посејдонову част. На путу у Јолк, Јасон је изгубио једну од својих сандала, помажући старици да пређе реку Анауру. Та старица је била прерушена Хера, која га је, када јој је помогао, благословила. Уплашеног Јасона су довели пред Пелија, који му поставио питање; шта би он учинио када би био суочен са човеком који ће му додати пропаст. Јасон му је одговорио да би таквог човека послао у немогућу мисију - по златно руно. Пелија га је послушао и наредио му да то и уради.‍:485

#### Почетак похода
Јасон је са собом повео многе јунаке и они су кренули бродом Арго, који назван по свом креатору Аргу. Међу јунацима су били и:
- Бореади
- Херакле
- Филоктет
- Пелеј
- Теламон
- Орфеј
- Кастор и Полидеук
- Аталанта
- Еуфем

Према броду, названи су Аргонаутима.

#### Острво Лемно
Острво Лемно, на западној обали Мале Азије, било је острво насељено Амазонкама. Аргонаути су, на свом путу ка Мизији, пролазећи поред острва, свратили и искрцали се, а Амазонке су их дочекале ненаоружане. На острву су провели годину дана у љубави са женама, јер их је Јасон уверио у своје добре намере. Ту је Јасон, са краљицом Хипсипилом имао близанце, Еунеја и Тоанта (или Неброфона) и сви остали Аргонаути су имали мушке потомке.

#### Кизик и Мизија
Након Лемна, Јасон и Аргонаути су стигли до земље Долионаца чији их је краљ, Кизик, пријатељски прихватио. Аргонаути су, после краћег задржавања отпловили, али су се те ноћи поново вратили на исто место. У тами ноћи, Долионци их нису препознали и мислећи да их нападају непријатељи, напали су Аргонауте. У сукобу који је уследио, Аргонаути су убили краља Кизика, а његова жена, сазнавши да јој је муж убијен извршила је самубиство. Кад је свануло, Долионци су увидели своју ужасну грешку.
Кад су стигли до Мизије, са брода су се искрцало неколико Аргонаута да нађу храну и воду. Међу њима је био и Хил, Хераклов слуга. Хиле су зграбиле водене нимфе и Херакле се вратио на брод без њега.

#### Финеј и Харпије
Ускоро је Јасон стигао до двора краља Финеја у Тракији, којем је Аполон дао дар пророковања, међутим, био је и кажњен тако што су га Харпије ометале у јелу. Јасон се сажалио над краљем и одлучио је да му помогне. Два јунака, Калаис и Зет, синови бога северног ветра Бореја, који им је подарио крила, успели су да отерају Харпије. Захвалан због њихове помоћи, Финеј је Аргонаутима помогао откривши им како да прођу Симплегаде, зачаране стене.

#### Колхида
Јасон је напокон стигао у Колхиду (црноморска обала Грузије) да би узео златно руно. Ејет, колхидски краљ, обећао је Јасону да ће му га дати, али под условом да испуни три задатка. Када је Јасон чуо шта су му задаци, увидео је да не може да их изврши и пао је у очајање. Тада је Хера наговорила Афродиту да убеди свога сина Ероса да он својом љубавном стрелом погоди Ејетову кћерку Медеју, како би се она заљубила у Јасона. Ерос је послушао Афродиту и навео Медеју да се заљуби. Тако је она помогла Јасону у извршавању задатака.
Први задатак је био да Јасон пооре поље са ватреним воловима, које је сам морао упрегнути, а волови су бљували ватру. Медеја је Јасону дала маст која га је штитила од ватреног даха.
Други задатак је био да Јасон засади поље змајевим зубима, из којих би ницала војска ратника (Спарти). Медеја је посаветовала Јасона како да савлада изникнуте војнике и он је, пре него што су га изникли војници напали, бацио камен међу њих, у гомилу. Војници нису знали откуд је камен дошао те су се међусобно борили и поубијали.
Последњи задатак је био да Јасон савлада змаја који никад није спавао, а чувао је златно руно. Јасон је омамио змаја напитком од биља који му је дала Медеја, а потом је с њом отпловио из Колхиде.
Ејет је кренуо за њима у потеру, али их није стигао, јер су му убили сина Апсирта.

### Повратак

#### Кирка, Сирене и Тал
Кирка
На повратку у Јолк, Медеја је прорекла Еуфему да ће једног дана владати Либијом, а то се и испунило преко његовог потомка Бата.
Зевс је, да би казнио Медеју због убиства брата, послао неколико олуја на Арго и ветровима Аргонауте скренуо са курса. Лутајући данима, Аргонаути су почели полако да губе наду, али им се тада обратио брод Арго. Рекао им је да би требало да траже прочишћење код Кирке, која је живела на оближњем острву. У Хомеровој „Одисеји“ њено је острво описано као водена вила која стоји насред чистине. Око куће били су лавови и вукови, жртве њене магије, јер је била позната по свом чаробњачком знању, а своје би непријатеље или оне који би је увредили претварала у животиње или друге ствари уз помоћ разних напитака и биљака, тако да би они остајали са њом на острву. Животиње нису биле опасне и умиљавале су се око посетилаца острва. Након боравка код Кирке и прочишћења, Аргонаути су наставили пут ка домовини.
Сирене
Кентаур Хирон је рекао Јасону да без Орфејове помоћи никад неће моћи да прође крај подручја у коме су Сирене, јер су оне својом песмом омамљивале морнаре који би се бацали у море. Када је Орфеј зачуо њихове гласове, извукао је своју лиру и одсвирао лепшу и умилнију мелодију са којом је надгласао њихову музику.
Тал
Аргонаути су стигли до Крита коју је чувао бронзани човек Тал.
Кад се брод приближио, Тал је бацао велико камење на брод, задржавајући га у заливу. Он је имао једну крвну жилу која се протезала од његовог врата па све до глежња, а била је затворена бронзаним клином. Медеја је на њега бацила своје чини да би га смирила, а потом је извукла клин и Тал је искрварио до смрти.

#### Повратак и смрт Јасонова
Медеја је тврдила Пелијиним кћеркама да може, користећи своје магичне моћи, да подмлади њиховог оца тако да га раскомада, а комаде скува са магичним биљем у котлу. То је демонстрирала са овцом која је, после магичног обреда, искочила из котла као јагње. Пелијине кћерке су јој наивно поверовале, раскомадале су оца и ставиле у котао, али Медеја није додала своје чаробно биље те је Пелија остао мртав. Због овога је Акаст, Пелијин син, прогнао Јасона и Медеју и они су отишли у Коринт. тамо се Јасон, да би учврстио своје политичке везе, оженио са Креузом, кћерком коринтског краља. Медеја, бесна на Јасона због његове издаје брачног завета, осветила му се тако што је, као венчани поклон, својој супарници даривала зачарану хаљину, која се прилепи за тело и изгори. Када је обукла хаљину и када је она почела да гори, прискочио је њен отац, краљ Креонт, да је спаси, па су њих обоје изгорели. После тог чина, побеснела и помахнитала Медеја је убила и своју децу коју је са Јасоном изродила, бојећи се да их он не убије и побегла у Атину. Јасон и Пелеј су напали Акаста и освојили престо Јолка, а Тесал, Јасонов син, постао је краљ. Јасон је, будући да је прекршио љубавне завет са Медејом, изгубио Херину наклоност и живео је усамљен и несрећан све док га није убио брод Арго, испод кога је он спавао, јер је иструнуо и труп је попустио.

## У књижевности
Иако се неке од епизода Јасонове приче ослањају на древни материјал, дефинитивна прича, на коју се овај извештај ослања, је она Аполонија са Родоса у његовој епској песми Аргонаутика, написаној у Александрији крајем 3. века пре нове ере.
Још једну Аргонаутику написао је Гај Валерије Флак крајем 1. века нове ере, у осам књига. Песма се нагло завршава захтевом Медеје да прати Јасона на његовом путовању кући. Нејасно је да ли је део епске песме изгубљен или никада није завршен. Трећа верзија је Argonautica Orphica, која наглашава улогу Орфеја у причи.
Јасон се укратко помиње у Дантеовој Божанственој комедији у песми Инферно. Појављује се у XVIII песми. У њему га виде Данте и његов водич Вергилије како бива кажњен у Пакленом осмом кругу (Болгија 1) тако што су га терали да маршира кроз круг заувек док их ђаволи бичују. Уврштен је међу подвлађиваче и заводнике (вероватно због његовог завођења и каснијег напуштања Медеје).
Причу о Медејиној освети Јасону са разорним ефектом испричао је Еурипид у својој трагедији Медеја.
Вилијам Морис је написао енглеску епску песму Живот и смрт Џејсона, објављену 1867.
У кратком роману из 1898. године, Прича о Персеју и Горгоновој глави описана је митска прича о Јасону.
Падрајик Колум је написао адаптацију за децу Златно руно и хероји који су живели пре Ахила, коју је илустровао Вили Погани и објављену 1921.
Ливио Стекини је повезао митску географију путовања Аргонаута са одређеним географским локацијама, али његове теорије нису биле широко прихваћене.

## Популарна култура
Џејсон се појавио у Херкулесу епизоди „Херкулес и Аргонаути“ у коју је коришћен глас Вилијама Шатнера. Показано је да је био Филоктетов ученик и да је послушао његов савет да пусти Херкулеса да путује са њим.
У серији Хероји Олимпа, првом роману Изгубљени херој, помиње се митски Јасон када Џејсон Грејс и његови пријатељи наиђу на Медеју.
ББЦ серија Атлантида, која је премијерно приказана 2013. године, представљала је Јасона као протагонисту. Дана 23. јануара 2015, објављено је да је серијал отказан.